# Alfa Semedo
Alfa Semedo Esteves (ur. 30 sierpnia 1997 w Bissau) – piłkarz z Gwinei Bissau występujący na pozycji pomocnika w saudyjskim klubie Al-Tai FC, którego jest kapitanem oraz w reprezentacji Gwinei Bissau.